# ريجاتاس كوريينتس
ريجاتاس كوريينتس (بالإنجليزية: Regatas Corrientes)‏ هو فريق كرة سلة أرجنتيني تأسس في 1923 يقع في كوريينتس، الأرجنتين. يلعب في دوري كرة السلة الوطني الأرجنتيني.

## وصلات خارجية
- الموقع الإلكتروني